# Kanton Digne-les-Bains-Est
Digne-les-Bains-Est is een voormalig kanton van het Franse departement Alpes-de-Haute-Provence. Het kanton maakte deel uit van het arrondissement Digne-les-Bains. Het werd opgeheven bij decreet van 24 februari 2014, met uitwerking op 22 maart 2015.

## Gemeenten
Het kanton Digne-les-Bains-Est omvatte de volgende gemeenten:
- Digne-les-Bains (deels, hoofdplaats)
- Entrages
- La Robine-sur-Galabre
- Marcoux